# Ligne adriatique
La ligne adriatique (en italien ferrovia adriatica) est la longue voie ferrée italienne reliant Ancône à Otrante, en suivant sur presque tout le trajet la côte adriatique. C'est l'une des lignes structurantes du réseau ferroviaire italien.
Sa construction fut l'œuvre de la Società italiana per le strade ferrate meridionali, de 1863 à 1872. En 1906 elle est rétrocédée aux Ferrovie dello Stato puis passe sous la coupe des RFI en 2001.

## Historique
| Segment        | Inauguration      |
| -------------- | ----------------- |
| Ancône–Pescara | 13 mai 1863       |
| Pescara–Ortona | 15 septembre 1863 |
| Ortona–Foggia  | 25 avril 1864     |
| Foggia–Trani   | 11 août 1864      |
| Trani–Bari     | 26 février 1865   |
| Bari–Brindisi  | 29 avril 1865     |
| Brindisi–Lecce | 15 janvier 1866   |
| Lecce–Zollino  | 1er février 1868  |
| Zollino–Maglie | 20 novembre 1868  |
| Maglie–Otrante | 20 septembre 1872 |

Juste après la proclamation du royaume d'Italie, le gouvernement s'occupa des concessions ferroviaires qui durant les années précédentes, avaient été attribuées par les différents États de la péninsule avant l'Unification et par les gouvernements provisoires à différences sociétés : certaines furent annulées, d'autres maintenues ou juste modifiées, et de nouvelles furent attribuées.
En novembre 1861, dans l'année suivant le couronnement de Victor-Emmanuel II d'Italie, la traversée du Pô par un pont en bois, rapidement remplacé par un pont métallique, relie les lignes Milan-Plaisance et Plaisance-Bologne, créant la ligne de Milan à Bologne, qui reste à ce jour une liaison structurante du réseau italien. C'est une étape importante dans l'unification du réseau du pays : en effet Milan était déjà relié à Turin et d'autre part, Bologne était relié à Ancône sur la cote Adriatique, la Ligne Bologne-Ancône ayant été construite antérieurement du temps des États pontificaux.
Il restait alors à entreprendre la construction d'une ligne sur la côte adriatique, déjà envisagée depuis un moment, mais jamais lancée, principalement à cause des difficultés pour concilier les désidérata des deux États concernés jusque-là : les États pontificaux et le royaume des Deux-Siciles. Le premier se contentait de la continuité du réseau de Rome jusqu'au port d'Ancône, et jusqu'à Bologne, obtenue avec sa Ligne Rome-Ancône. Le second, de son côté, prévoyait de relier la capitale du Royaume, Naples, à Foggia et au port de Manfredonia et éventuellement aux autres ports importants qu'étaient Brindisi et Tarente. Il existait en outre des projets visant à relier Salerne à Foggia et à l'Aquila, mais personne ne s'intéressait à un raccordement côtier vers le nord. L'Autriche, de son côté, avait déjà à Trieste et Venise son accès ferroviaire à l'Adriatique, et ses intérêts militaires le poussaient surtout à étudier une connexion vers Livourne sur la cote ouest.
La constitution du royaume d'Italie en 1860 change la donne. Les entreprises piémontaises et lombardes s'intéressent à un accès vers les ports de l'Adriatique, permettant un accès plus rapide à l'est de la Méditerranée, et donc à terme à l'Asie (le canal de Suez étant alors en construction). De plus, il y avait une nécessité militaire liée au contrôle de l'Adriatique.
Pour les lignes d'Italie méridionale, dès mai 1861, fut présenté à la chambre des députés du Royaume, un plan complet visant à la réalisation de nouvelles lignes ferroviaires concédées. En particulier, était retenue comme essentielle la construction d'une ligne longeant le littoral adriatique d'Ancône à Brindisi et Otrante, port dont l'ambition était de devenir la « porte sur l'orient » de l'Europe. À cette époque, plusieurs pays européens étaient en concurrence pour faire transiter chez eux l'Indian Mail (train), train postal reliant le Royaume-Uni à l'empire des Indes. Cette liaison serait en effet une source de revenus importante, et son transit par la côte est de l’Italie (pour ensuite rejoindre l'Inde depuis un port du sud du pays) était un itinéraire intéressant. Il y eut une concurrence particulière forte pour obtenir la concession de la ligne. En juillet 1862, le comte Pietro Bastogi, Ministre des finances du royaume d'Italie, y mit fin : la nouvelle concession, signée à Turin le 18 septembre, rassemble l'adhésion de 92 banquiers la somme énorme de 100 de lires de capitaux entièrement italiens. Bastogi est président de l'entité ainsi créée, les vice-présidents sont le comte Bettino Ricasoli et le baron Giovanni Barracco. La société se nomme Società Italiana per le strade ferrate meridionali (société italienne pour les chemins de fer méridionaux).
La construction fut rapide : le segment Ancône-Pescara entre en service le 13 mai 1862, la ligne fut ensuite ouverte jusqu'à Ortona 15 septembre de la même année, jusqu'à Foggia le 25 avril 1864, jusqu'à Brindisi le 29 avril 1865, et jusqu'à Lecce le 15 janvier 1866. Il restait le segment Lecce-Otrante pour lequel de violentes polémiques paralysèrent le choix du tracé, le ministre des travaux publics Stefano Jacini finit par trancher. Les 19 derniers kilomètres jusqu'à Otrante furent mis en service le 20 septembre 1872.
La nouvelle ligne adriatique fut la première à relier l'Italie méridionale avec le centre-nord. En 1866 en effet, la ligne sur la côte ouest (Ligne Tyrrhénienne) s'arrêtait encore à Eboli. Le 9 novembre 1863, le roi Victor Emmanuel II effectue un voyage inaugural jusqu'à Foggia, la ligne ayant été terminée à la hâte pour tenir les délais prévus, quelques mois avant son ouverture au public. Les actes de la première législature du royaume d'Italie stipulent : « À court terme, le port de Brindisi, connaissant une vie nouvelle, verra arriver en son sein l'Indian Mail, indicateur certain que le commerce mondial transitera de nouveaux par nos mers. Il y a quelques jours (24 mai) grâce à l'œuvre de la Società delle Meridionali, malgré les obstacles de toute sorte qu'il fallut dépasser, une locomotive est arrivée jusqu'au port de Brindisi ».
La ligne fut construite très rapidement, en utilisant la tracé demandant le moins d'ouvrages d'art, longeant la côte de près - de si près qu'à plusieurs occasions des tempêtes ont obligé à suspendre les travaux. En 1885, à la suite de la loi de réorganisation des voies ferrées, dite « des conventions », la ligne adriatique devient propriété de Rete Adriatica, une nouvelle entité dont elle est le principal actif. En 1906 les chemins de fer italiens sont nationalisés, et au terme de longues négociations entre le gouvernement et la société et la ligne passe sous l'égide des Ferrovie Italiane, la ligne passe sous contrôle étatique, avec une contrepartie financière importante.
En septembre 1871, l'entrée en service du tunnel ferroviaire du Fréjus dans les Alpes permet l'aboutissement d'un grand projet : grâce aux accords entre les compagnies ferroviaires intéressées, un train de luxe, le Peninsular-Express, relie Londres à Brindisi via Calais et Paris (la traversée de la Manche était bien sur assurée en bateau), en 47 heures.
En 1933, le segment final de la ligne, de Lecce à Otrante, est concédé à une autre compagnie, Ferrovie del Sud Est et est à partir de ce moment considéré comme une ligne séparée. Du coup la ligne Adriatique est raccourcie de 47 km. Il s'agit cependant d'un simple changement d'administration, l'infrastructure n'est pas physiquement séparée.
Dans les années 2000, des rectifications de tracé, et le doublement de certains tronçons ont été mis en service, ces améliorations sont détaillées dans la section suivante. Le seul segment de la ligne adriatique restant actuellement à voie unique est le tronçon Termoli-Lesina, qui crée un nœud d'étranglement du trafic sur la ligne.

## Caractéristiques
Une caractéristique remarquable de la ligne adriatique est la quasi absence de tunnels, à l'exception du tronçon de Pescara à Vasto, qui en possède sept, dont trois d'une longueur de plus de 5000 mètres. Son long parcours est presque entièrement à double voie (sauf le tronçon Termoli-Lesina) et son électrification est, comme tout le réseau italien à l'exception des récentes lignes à grande vitesse, en 3000 volts courant continu. Plusieurs lignes se séparent de la ligne adriatique, certaines assurant des liaisons entre les deux côtes de la péninsule, d'autres d'utilité plus locale. Certaines de ces antennes ont été fermées au fil du temps. Une d'entre elles, la ligne Foggia Lucera, a été rouverte en 2009, après modernisation et électrification.

## Tracé
Sur le plus gros de son parcours, la ligne suit la côte, elle s'en éloigne cependant en passant par Foggia plutôt que de s'engager dans la presqu'ile de Gargano.

### Ancona-Pescara
Le départ de la ligne est la gare d'Ancône et longe la côte dans les régions des Marches et des Abruzzes jusqu'à la gare de Pescara. Desservant de nombreuses localités côtières, cette section attire beaucoup de vacanciers durant l'été. Trois lignes secondaires, chacune à voie unique, se détachent de cette section vers l'intérieur des terres. Dans l'ordre vers le sud, il s'agit de :
- à Civitanova Marche, une ligne vers Fabriano, qui rejoint une autre ligne vers Rome ;
- à Porto d'Ascoli, une ligne en impasse qui dessert Ascoli Piceno ;
- a Giulianova, une autre ligne en impasse vers Teramo.

Deux autres antennes existaient mais sont désormais fermées : une partant de Porto San Giorgio, à écartement étroit, qui rejoignait Amandola, a été fermée en 1956; l'autre reliant Pescara à Penne, est fermée depuis 1963.

### Pescara-Bari
À partir de la Gare de Pescara, la ligne traverse six provinces appartenant à trois régions, les Abruzzes, le Molise et les Pouilles. Elle s'étend sur un territoire côtier et assez accidenté jusqu'à Ripalta, avant de bifurquer légèrement vers l'intérieur et traverser le Tavoliere delle Puglie (plateau des Pouilles). Elle revient très près de la côte à partir de Barletta et jusqu'à son arrivée à la Gare de Bari.
Ici encore, plusieurs autres lignes se séparent de la ferrovia adriatica vers l'intérieur des terres :
- La gare de Pascara est l'origine de la ligne Roma-Sulmona-Pescara
- De San Vito commence une petite ligne en antenne, qui dessert Castel di Sangro et Lanciano.
- À Termoli, une ligne vers Campobasso, qui permet indirectement de rallier Naples
- À San Severo, la ligne vers Peschici sur la péninsule du Gargano (donc vers l'est)
- La gare de Foggia est un nœud ferroviaire d'où partent quatre autres lignes :
  - Une vers Manfredonia
  - Une vers Benevento et indirectement Naples
  - Une vers Potenza
  - Une vers Lucera, qui était fermée et a été réactivée récemment.
- De la gare Barletta partent une antenne desservant Spinazzola, et la ligne Bari-Barletta, qui double la ferrovia adriatica sur ce tronçon, avec un tracé plus intérieur, desservant Ruvo di Puglia.
- Enfin, de la gare de Margherita di Savoia, partait une antenne de 4 km, désormais fermée, assurant une navette vers Ofantino

#### Modernisations et développement

##### Travaux effectués
La ligne a été redirigée sur un nouveau tracé de Apricena à Lésina, dans le double but d'augmenter la vitesse maximale permise et d'accroître la capacité de la ligne. Les travaux se sont terminés en 2003. Cette modification de tracé a raccourci la ligne de 2,5 km.
De même, sur l'essentiel du trajet de Casalbordino-Pollutri à Vasto-San Salvo, la ligne a été redirigée sur un nouveau tracé, comportant quatre tunnels, en octobre 2005. Cela a été l'occasion du doublement de cette section (l'ancien tracé était à voie unique), et surtout le nouveau tracé est beaucoup plus rectiligne que l'ancien, qui en outre souffrait de dégâts fait par l'érosion côtière au ballast, ce qui coûtait cher en entretien. La tracé historique est maintenant à l’abandon, dans certaines sections les emprises ont été réutilisées en véloroute, de par la beauté des paysages traversés.
Enfin, en 2007, la ligne a été doublée d'Apricena à San Severo, ici une deuxième voie a été simplement construite le long de l'existante.

##### Travaux en cours
Le doublement au nord d'Ortona, qui requiert la construction d'un tunnel à voie unique de 500 mètres, est en construction, et doit entrer en service en 2014.

### Bari-Lecce
De la gare de Bari Centrale, jusqu'à Monopoli, la ligne continue à longer de près le littoral adriatique. Après ce bourg, et jusqu'à la jonction de la ligne Tarente-Brindisi, la ligne s'éloigne de quelques kilomètres de la côte. À proximité de la gare de Brindisi, la ligne se rapproche à nouveau de la côte pour desservir le port, après quoi elle revient quelque peu vers l'intérieur pour passer par San Pietro Vernotico et de Lecce par un parcours presque rectiligne qui se faufile entre deux routes nationales (la Strata Statale 613 Brindisi Lecce et la SS16 Adriatica).
À Bari, plusieurs lignes prennent leur origine :
- Une petite ligne à voie unique et écartement métrique, qui file vers l'intérieur et se termine à Matera.
- L'importance ligne Bari Tarente, à double voie.
- La ligne Bari-Barletta (qui doublait la ligne adriatique)
- Les lignes Bari-Conversano et Bari-Martina-Francavilla, à voie unique

À Brindisi se fait la connexion avec la ligne Tarente-Brindisi.
Après Lecce, la fin de la ligne, continue un tronçon de 47 km jusqu'à Otrante, qui faisait initialement partie de la ligne adriatique. Cette ligne a une antenne vers Gallipoli.

#### Modernisations et développement
En 2006 se sont achevés d'importants travaux d'amélioration de l'infrastructure,:
- Achèvement de l'électrification
- Doublement du segment Monopoli-Fasano, encore à voie unique
- Suppression de quelques passages à niveau
- modernisation des gares

## Services
Comme toutes les grandes lignes classiques du pays, la Ferrovia Adriatica est parcourue par les trains Frecciabianca de Trenitalia qui desservent cinq gares sur son tracé : Ancône, Pescara, Foggia, Bari et Lecce. Les trains les plus nombreux sont les Milan-Bari. Les meilleurs temps de parcours sont : 1h08 pour Ancône-Pescara, 1h33 de Pescara à Foggia, 1h04 de Foggia à Bari, 1h21 de Lecce à Bari, et pour le parcours complet d'Ancône à Lecce, 5h11.
La ligne est aussi desservie par des Intercity, moins rapides que les Frecciabianca, et des Intercity Notte, trains de nuit. De Bari à Lecce, la ligne est aussi parcourue par des Frecciargento : ce sont des liaisons assurées par des trains pendulaires (ETR 480 sur cette ligne), partiellement sur ligne à grande vitesse : dans le cas présent, ils assurent une liaison Rome-Bari (voire Lecce pour certains) en utilisant la ligne à grande vitesse de Rome à Naples.
Naturellement, la ligne accueille aussi des trains régionaux et des trains de fret.

## Source de la traduction
- (it) Cet article est partiellement ou en totalité issu de l’article de Wikipédia en italien intitulé « Ferrovia Adriatica » (voir la liste des auteurs).